# Rapper Big Pooh
Rapper Big Pooh o semplicemente Big Pooh, pseudonimo di Thomas Louis Jones III (18 ottobre 1980), è un rapper statunitense, che, insieme al rapper Phonte, era un membro del gruppo hip hop Little Brother. Oltre ai numerosi brani ed EP coi Little Brother, Big Pooh pubblica un album solista nel 2005, Sleepers, accolto positivamente dalla critica.

## Discografia

### Album
- 2005 - Sleepers
- 2009 - The Delightful Bars
- 2011 - Fat Boy Fresh Vol. 1: For Members Only
- 2011 - Dirty Pretty Things
- 2012 - Fat Boy Fresh Vol. 2: Est. 1980
- 2013 - Fat Boy Fresh Vol. 3: Happy Birthday, Thomas
- 2013 - Fat Boy Fresh Vol. 3.5
- 2014 - Trouble In the Neighborhood (con Roc C)
- 2015 - Words Paint Pictures (con Apollo Brown)
- 2015 - Home Sweet Home (con Nottz)

### Con i Little Brother
- 2003 - The Listening
- 2005 - The Minstrel Show
- 2007 - Getback
- 2010 - Leftback

### Mixtapes
- 2008 - Rapper's Delight
- 2010 - The Purple Tape